# نهائي كأس إسبانيا 1935
نهائي كأس إسبانيا 1935 وسُمي آنذاك نهائي كأس رئيس الجمهورية هو النهائي رقم 35 في إطار البطولة التي بدأت سنة 1902، وتوقفت عامين بعد ذلك النهائي أعوام 1937 و 1938، بسب الحرب الأهلية الإسبانية. جمعت المباراة النهائية نادي إشبيلية ونادي ساباديل بتاريخ 30 يونيو وأُقيم على ملعب تشامارتن في العاصمة مدريد وتمكن نادي إشبيلية من الفوز بنتيجة 3-0.